# Laval-sur-Doulon

Laval-sur-Doulon este o comună în departamentul Haute-Loire, Franța. În 2009 avea o populație de 62 de locuitori.